# Prasinocyma indistincta
Prasinocyma indistincta är en fjärilsart som beskrevs av W. Warren 1903. Prasinocyma indistincta ingår i släktet Prasinocyma och familjen mätare. Inga underarter finns listade i Catalogue of Life.